# 城見村
城見村（しろみそん）は、岡山県小田郡にあった村。現在の笠岡市の一部にあたる。

## 地理
- 河川：用之江川[2]
- 海洋：水島灘[2]

## 歴史
- 1889年（明治22年）6月1日、町村制の施行により、小田郡用之江村、茂平村、大冝村が合併して村制施行し、城見村が発足[1][2]。旧村名を継承した用之江、茂平、大冝の3大字を編成[2]。
- 1953年（昭和28年）10月1日、笠岡市に編入され廃止[1][2]。編入後、笠岡市大字用之江・茂平・大冝となる[2]。

### 地名の由来
合併3か村の議員が大見山に登った時、西に福山城、東に笠岡城跡が見えたことから。

## 産業
- 農業[2]